# Trulaske College of Business
Das Robert J. Trulaske, Sr. College of Business, besser bekannt als die Trulaske College of Business, ist die zweitgrößte akademische Abteilung der University of Missouri in Columbia, Missouri.

## Bekannte Absolventen

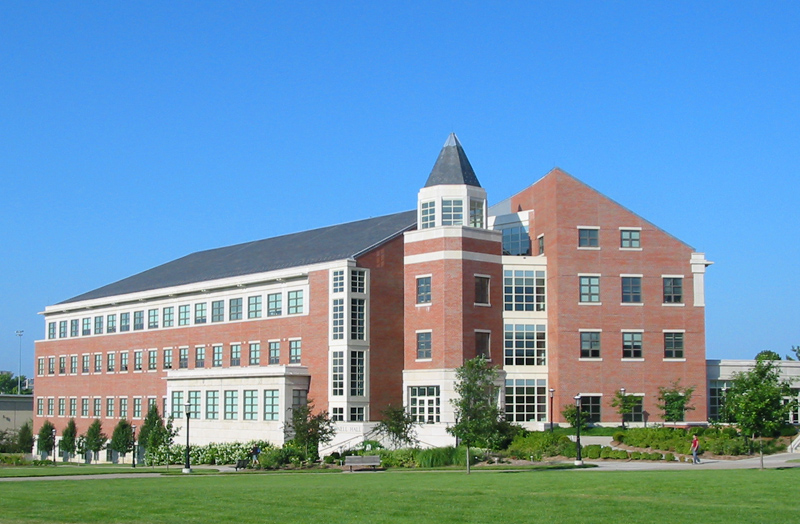
Die Cornell Hall, am South Quadrangle gelegen ist die Heimat des Trulaske College of Business

- Ralph W. Babb (BS BA '71), Generaldirektor und CEO von Comerica
- Mark E. Burkhart (BS BA '76, ΣΠ), Chief Executive Officer der Cassidy Turley
- Jack E. Bush (BS BA '58, ΑΓΡ, ΑΚΨ) ehemaliger Präsident und Direktor von Michaels
- Ralph W. Clark (BA '62, MA '64), ehemaliger Vize-Präsident von IBM, heutiger Direktor bei Leggett & Platt, Inc
- Harry M. Cornell, Jr. (BS BA '50, ΒΘΠ), Generaldirektor (Emeritierung) von Leggett & Platt, Inc.
- Harvey P. Eisen (BS BA '64, ZBT, QEBH, ΟΔΚ), Generaldirektor von Bedford Oak Advisors
- Alan C. Greenberg (BS BA '49), Vize Generaldirektor (Emeritierung), JPMorgan Chase & Co.
- David S. Haffner (BS '74, MBA '80), Präsident und CEO, Leggett & Platt, Inc
- Harold S. Hook (BS BA '53, ΒΘΠ), ehemaliger Präsident, CEO und Generaldirektor der American General Insurance
- Kenneth Lay (BA '64, MA '65, ΒΘΠ, ΟΔΚ, ΦΒΚ), ehemaliger CEO von Enron
- Steve Lumpkin (BS BA '77, ΦΔΘ), Chief Financial Officer von Applebee’s International
- Edward Rapp (BS BA '79, ΑΚΨ), Gruppen Präsident, Caterpillar
- Rodger O. Riney (BS CiE '68, MBA '69), Gründer von Scottrade
- Matthew K. Rose (BS BA '81, ΛΧΑ), Generaldirektor, CEO und Präsident der Burlington Northern Santa Fe
- N. Scott Rosenblum (BS BA '79), Senior Managing Partner von Rosenblum, Schwartz, Rogers & Glass, P.C.
- Robert J. Trulaske, Sr. (BS BA '40), Gründer and ehemaliger CEO der True Manufacturing
- Roger M. Vasey (BS BA '58, ΦΚΨ), ehemaliger Exekutiver Vize-Präsident von Merrill Lynch & Co.
- Samuel M. Walton (BA '40, ΒΘΠ, QEBH), Gründer des Wal-Mart